# Cypress Hill
Cypress Hill est un groupe américain de hip-hop, originaire de Los Angeles, en Californie. Premier groupe latino-américain certifié à multiples reprises disque de platine par la RIAA pour la vente de plus de 31 millions d'albums dans le monde, ses membres font partie des pionniers et des principaux meneurs du rap West Coast et du hip-hop au début des années 1990, félicités pour leurs trois premiers albums.
Le groupe est également connu pour défendre l'usage médical et récréatif du cannabis aux États-Unis. Cypress Hill a, durant son parcours, travaillé avec des artistes d'univers variés aussi bien hip-hop que trip hop, RnB, neo soul, reggae, ragga, dancehall, reggaeton, rock, heavy metal, punk hardcore, fusion, hip-house, drum and bass, jungle, electro, musique latine ou encore dubstep.

## Histoire

### Formation et débuts (1986–1990)
Cypress Hill est formé en 1986 à Los Angeles, en Californie par les rappeurs latinos Sen Dog (né Senen Reyes le 20 novembre 1965), Mellow Man Ace, Muggs (né Lawrence Muggerud le 28 janvier 1968) et B-Real (né Louis Freese le 2 juin 1970),. Senen et Ulpiano Sergio Reyes sont deux frères originaires de South Gate. En 1971, leur famille immigre de Cuba aux États-Unis. En 1988, les deux frères s'associent avec Muggerud et Freese pour former un groupe de hip-hop nommé DVX (Devastating Vocal Excellence). Le groupe perd rapidement Mellow Man Ace, qui souhaite poursuivre une carrière solo, et change de nom pour Cypress Hill. Le nom de Cypress Hill s'inspire d'une rue dans laquelle les membres vivaient autrefois, la Cypress Avenue de South Gate, à Los Angeles. À ses débuts, le groupe joue principalement devant le public latino de Los Angeles et enregistre des démos de chansons comme Phuncky Feel One et Trigga Happy Nigga.
Ils signent en 1991 au label Ruffhouse Records de Philadelphie, distribué par Columbia Records. Si la majorité des albums a comme support aux voix des morceaux instrumentaux mixés sur platine, les live, à partir de Skull and Bones (publié en 2000), sont nettement plus orientés fusion avec la présence quasi systématique de guitare, basse, batterie en plus des samples. Ils ont en outre fait beaucoup de duos avec de grands groupes de rock comme Biohazard, Rage Against the Machine, Deftones (B-Real en featuring sur le morceau hip-hop Black Moon apparait sur l'album B-Sides and Rarities ainsi que sur la bande originale de Judgment Night avec Sonic Youth et Pearl Jam, mais aussi avec d'autres groupes de rap comme Psycho Realm avec B-Real ou encore Delinquent Habits avec Sen Dog, sans oublier House of Pain et Beastie Boys, Dr. Dre etc.).

### Premiers albums et succès (1991–1997)
Le premier album du groupe, Cypress Hill, est publié le 13 août 1991. Le single principal s'intitule Phuncky Feel One mais c'est sa face B, How I Could Just Kill a Man, anciennement Trigga Happy Nigga qui intéresse les radios locales. Grâce à l'appui de singles et d'autres chansons comme la bilingue Latin Lingo et la chanson X Tres equis, l'album se vend à deux millions d'exemplaires[réf. nécessaire]. Parallèlement, DJ Muggs produit le premier de House of Pain puis travaille avec les Beastie Boys et Funkdoobiest. En 1992, Cypress Hill atteint la 35e place du Billboard 200. La même année, le premier groupe fait sa première scène à Lollapalooza en 1992.
Le deuxième album du groupe, Black Sunday, le 20 juillet 1993, et débute premier du Billboard 200 et des R&B Albums en 1993. En 1993, l'album est classé comme l'un des meilleurs albums vendus par le magazine Billboard avec 1 700 000 d'exemplaires écoulés. Le single extrait de l'album Insane in the Brain devient un tube, et l'album compte 3,25 millions d'exemplaires écoulés aux États-Unis en 2009,. Prônant la légalisation du cannabis, Cypress Hill est interdit de jouer au Saturday Night Live après que DJ Muggs allume un joint et que les autres membres ont détruit leurs instruments alors qu'ils jouaient I Ain't Goin' Out Like That. Le groupe fait la tournée Soul Assassins avec House of Pain et Funkdoobiest, puis jouent avec Rage Against the Machine et 7 Year Bitch.
En 1993, Cypress Hill participe à deux chansons de la bande originale de Judgment Night, en association avec Pearl Jam et Sonic Youth, classé 17e place du Billboard 200. Le groupe joue en 1994 au Festival de Woodstock et introduit le nouveau membre, Eric Bobo, ancien percussionniste des Beastie Boys et fils du célèbre musicien de salsa Willie Bobo. DJ Muggs dit à ce propos : « en tant que latinos nous avons pensé que ce serait une bonne idée d'avoir un son marqué par un parfum de jazz latin. »

### DeIII: Temples of BoomàSkull and Bones(1996–2002)
Le troisième album du groupe, III - Temples of Boom, est publié le 31 octobre 1995. L'album atteint la 3e place du Billboard 200 et des R&B Albums, et se vend à 1,5 million d'exemplaires sans avoir pourtant de single porteur. Les singles extraits de l'album, Boom Biddy Bye Bye, Illusions et Throw Your Set In The Air atteignent le top 100.
L'année suivante, en 1996, ils apparaissent dans un épisode des Simpson (saison 7, épisode 24, Homer le rocker). Sen quitte Cypress Hill pour former le groupe de rap metal SX-10. À la même époque, Cypress Hill apparaît sur le premier Smokin' Grooves Tour avec notamment Ziggy Marley, Fugees, Busta Rhymes et A Tribe Called Quest. Le groupe publie également un maxi de neuf chansons composé d'inédits et de remixes rares.
En 1997, les membres du groupe se concentrent sur leur carrière solo. DJ Muggs publie Muggs Presents… the Soul Assassins avec des contributions de membres du Wu-Tang Clan, de Dr. Dre, KRS-One, Wyclef Jean et Mobb Deep. B-Real fait une apparition avec Busta Rhymes, Coolio, LL Cool J et Method Man sur Hit Em High de la bande originale de Space Jam. Il rappe également avec Dr. Dre, Nas et KRS-One sur East Coast Killer, West Coast Killer sur l'album de Dr. Dre. Il intègre aussi le groupe The Psycho Realm le temps de l'album The Psycho Realm (il quittera ensuite le groupe qui continuera en duo). Enfin, le groupe au complet joue pour Smokin' Grooves avec George Clinton et Erykah Badu. En 1998, Cypress Hill sort IV avec les singles Tequila Sunrise et Dr. Greenthumb sur la marijuana. Sen Dog publie Get Wood Sampler comme projet de SX-10. En 1999, le groupe participe au jeu vidéo Kingpin: Life of Crime. Trois de leur chansons sont dans le jeu et B-Real joue certaines voix de personnages du jeu. Le groupe publie la même année une anthologie en espagnol, Los Grandes Éxitos En Español.
En 2000, Cypress Hill fusionne les genres avec le double album Skull & Bones. Le premier disque Skull est orienté vers le rap alors que Bones approche le rock. L'album atteint le top 5 du Billboard 200. L'album comprend les singles Rock Superstar et Rap Superstar pour les radios des deux genres. Le groupe sort la même année un album live, Live at the Fillmore. En 2001, Cypress Hill continue de se rapprocher du rock avec l'album Stoned Raiders dont les ventes sont très décevantes. Le groupe participe notamment à la chanson Back the Fuck Up du groupe Fear Factory sur l'album Digimortal. Cette même année, le groupe apparaît dans le film How High.

### Till Death Do Us Part(2003–2009)
Le groupe publie Till Death Do Us Part le 23 mai 2004 classé 21e du Billboard 200. Il est orienté reggae, notamment sur le single What's Your Number qui est une reprise du classique Guns of Brixton du groupe punk The Clash. Tim Armstrong de Rancid à la guitare et Rob Aston des Transplants jouent sur le titre. L'album comporte également des participations de Damian Marley, fils de Bob Marley, de Prodigy ainsi que de The Alchemist. Cependant le public, qui attendait un son plus proche des premiers albums de Cypress Hill, est mitigé entre l'adoration et la déception. En tout cas, personne ne reste indifférent. Cette même année, la chanson How I Could Just Kill a Man figure dans la bande son du célèbre jeu vidéo Grand Theft Auto: San Andreas.
En 2006, B-Real participe à une chanson avec Snoop Dogg intitulée Vato sur l'album de ce dernier, Tha Blue Carpet Treatment. Cette chanson évoque la guerre entre les latinos et les noirs. Le 3 juillet 2009, Cypress Hill est présent sur la grande scène des Eurockéennes de Belfort pour un concert exclusif en remplacement du groupe Suprême NTM.
Le groupe interprète Paradise City en titre bonus du single Sahara de Slash (ex-Guns N' Roses) paru au Japon en novembre 2009.

### Rise Up(depuis 2010)
Le nouvel album du groupe, Rise Up, est publié le 20 avril 2010 au label Priority Records/EMI Entertainment. La World Wrestling Entertainment utilise la chanson Rise Up pour son pay-per-view Elimination Chamber 2010. Toujours en 2010, le groupe publie Armada Latina avec Marc Anthony et Pitbull. Cypress Hill apparaît également sur l'album homonyme de Slash paru en avril 2010. Le groupe devait s'arrêter à Tucson, en Arizona, mais annule son spectacle pour protester contre une nouvelle loi sur l'immigration. Au festival Rock en Seine de Paris le 27 août 2010, les membres expliquent attendre ce qu'il adviendra de cette loi avant de revenir à Tucson Cypress Hill joue au Reading and Leeds Festivals en 2010, le 28 août à Leeds et le 29 août à Reading.
En 2011, le magazine Rolling Stone nomme Cypress Hill 59e dans sa liste des « 100 meilleurs albums des années 1990. »
Le 5 juin 2012, Cypress Hill et le musicien dubstep Rusko publient un EP collaboratif intitulé Cypress X Rusko. Toujours en 2012, Cypress Hill collabore avec deadmau5 sur son sixième album Album Title Goes Here, et contribue au titre Failbait. Le groupe revient sur la grande scène des Eurockéennes de Belfort le 1er juillet 2012.

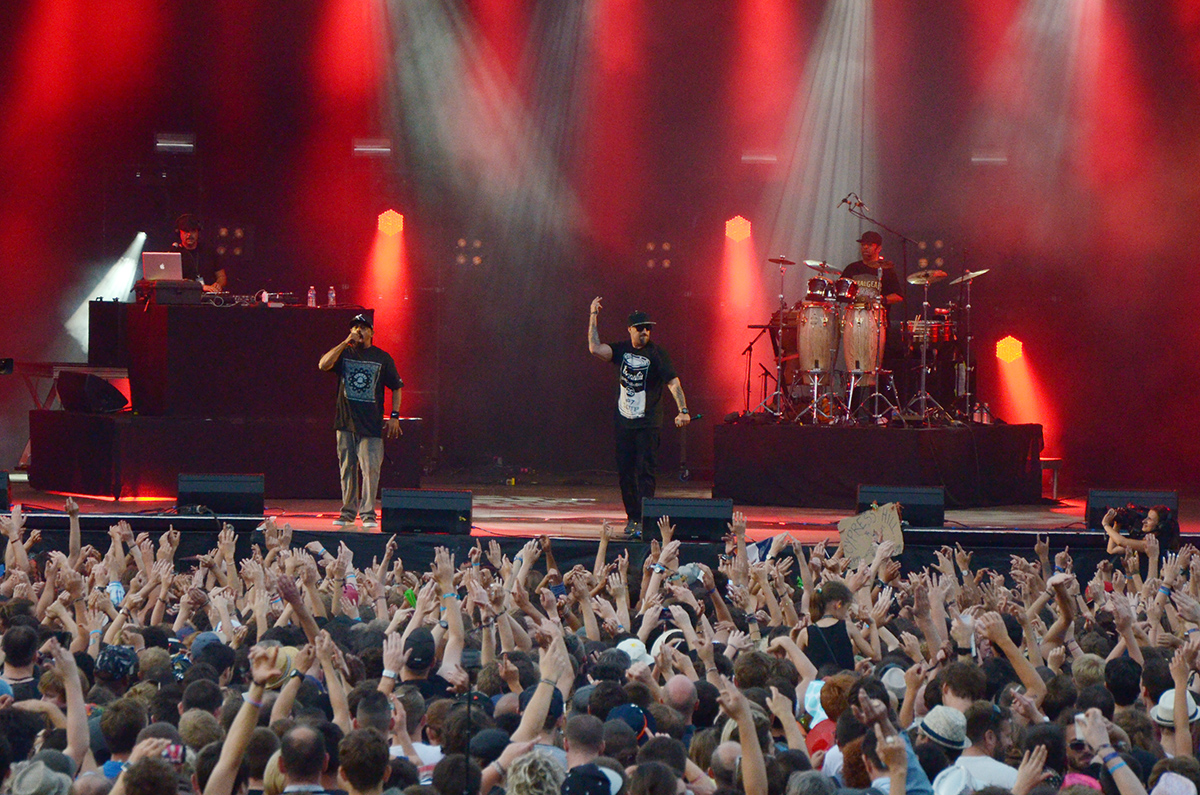
Sen Dog et B-Real sur la grande scène du festival Beauregard, le 3 juillet 2015, avec Cypress Hill.

## Membres

### Membres actuels
- B-Real – chant (depuis 1988)
- Sen Dog – chant (depuis 1988)
- DJ Muggs – platines, production (1988-2004, depuis 2014)
- Eric Bobo – batterie, percussions (depuis 1993)
- Dj Lord – platines

### Ancien membre
- Mellow Man Ace – chant (depuis 1988)

## Discographie

### Albums studio
- 1991 : Cypress Hill
- 1993 : Black Sunday
- 1995 : Cypress Hill III: Temples of Boom
- 1998 : Cypress Hill IV
- 2000 : Skull & Bones
- 2001 : Stoned Raiders
- 2004 : Till Death Do Us Part
- 2010 : Rise Up
- 2018 : Elephants on Acid
- 2022 : Back in Black

### EPs
- 1992 : Something for the Blunted
- 1996 : Unreleased & Revamped
- 2002 : Stash
- 2004 : Smoke 'Em If You Got 'Em
- 2012 : Cypress X Rusko (en collaboration avec Rusko)

### Compilations
- 1999 : Los grandes éxitos en español
- 2005 : Greatest Hits from the Bong
- 2008 : Collections
- 2008 : Super Hits
- 2010 : Strictly Hip Hop: The Best of Cypress Hill

### Album live
- 2000 : Live at the Fillmore

### Autres
- 1993 : Legalized (album non officiel)
- 2002 : The Instrumental Album (album d'instrumentaux)
- 2002 : Rare Connection
- 2004 : Cypress Thrill (compilation artistes divers)